# Matadepera (kommun)
Matadepera är en kommun i Spanien.   Den ligger i provinsen Província de Barcelona och regionen Katalonien, i den östra delen av landet, 500 km öster om huvudstaden Madrid. Antalet invånare är 8 669. Arean är 25,3 kvadratkilometer. Matadepera gränsar till Mura, Sant Llorenç Savall, Castellar del Vallès och Terrassa. 
Terrängen i Matadepera är huvudsakligen kuperad.